# Linda Kozlowski
Linda Kozlowski (* 7. ledna 1958) je americká herečka.
Narodila se do rodiny polského původu ve Fairfieldu ve státě Connecticut a studovala na Juilliardově škole v New Yorku. Profesionální kariéru zahájila počátkem 80. let v divadle, vystupovala například ve Smrti obchodního cestujícího od Arthura Millera; roli si zopakovala i ve filmovém zpracování (1985) v režii Volkera Schlöndorffa. V roce 1986 ztvárnila jednu z hlavních rolí ve filmu Krokodýl Dundee, odehrávajícím se částečně v Austrálii a v New Yorku. Hrála také v pokračováních Krokodýl Dundee 2 (1988) a Krokodýl Dundee v Los Angeles (2001). Za roli v prvním z filmů byla nominována na Zlatý glóbus. Hrála i v dalších filmech, ale s žádným již nedosáhla úspěchu a později se herectví přestala věnovat.
V roce 1990 se vdala za Paula Hogana, který ztvárnil hlavní roli ve filmech o „Krokodýlu“ Dundeem. Rozvedli se v roce 2014, mají spolu jednoho syna.